# Norberg (Gemeinde)
Koordinaten: 60° 5′ N, 15° 57′ O

Norberg ist eine Gemeinde (schwedisch kommun) in der schwedischen Provinz Västmanlands län und der historischen Provinz Västmanland. Der Hauptort der Gemeinde ist Norberg.

## Geschichte
Erste historische Funde datieren aus dem 12. Jahrhundert und stammen von Resten von Schmelzöfen, in denen das in der Region Bergslagen geförderte Erz geschmolzen wurde. Noch erhalten ist das Polhemsrad (Polhemshjulet), ein Wasserrad, das von 1876 bis 1920 als Teil eines Antriebssystems zur Entwässerung der Erzgruben von Kärrgruvan diente.
Um 1390 wurde in der Nähe der Freiheitskämpfer Engelbrekt Engelbrektsson geboren, der 1434 den Engelbrekt-Aufstand anführte.